# سوزان ديموك
سوزان ديموك (بالإنجليزية: Susan Dimock)‏ هي طبيبة أمريكية، ولدت في 24 أبريل 1847 في واشنطن في الولايات المتحدة، وتوفيت في 7 مايو 1875.